# جوليس باربييه
جوليس باربييه (بالفرنسية: Jules Barbier)‏ هو مصمم رقص وكاتب مسرحي وكاتب وشاعر فرنسي، ولد في 8 مارس 1825 في باريس في فرنسا، وتوفي بنفس المكان في 16 يناير 1901.

## وصلات خارجية
- جوليس باربييه على موقع IMDb (الإنجليزية)
- جوليس باربييه على موقع ألو سيني (الفرنسية)
- جوليس باربييه على موقع ميوزك برينز (الإنجليزية)
- جوليس باربييه على موقع قاعدة بيانات برودواي على الإنترنت (الإنجليزية)
- جوليس باربييه على موقع قاعدة بيانات الأفلام السويدية (السويدية)
- جوليس باربييه على موقع ديسكوغز (الإنجليزية)
- جوليس باربييه على موقع قاعدة بيانات الفيلم (الإنجليزية)
- جوليس باربييه على موقع كينوبويسك (الروسية)